# Entamoeba histolytica
L'Entamoeba histolytica è un'ameba parassita umana. Il nome fa riferimento al caratteristico trofozoite (forma vegetativa) mononucleato e alla sua spiccata attività necrotica. A tal proposito è importante ricordare che questa ameba per i suoi caratteristici fattori di virulenza (lectine, perfluorine, proteasi) è tra i parassiti citocidi più potenti e costituisce la seconda causa di morte per parassitosi a livello mondiale (40000-50000 morti su un totale di 40-50 milioni di infezioni annue). 
Alcuni vecchi libri di testo indicano l'E. histolytica infettante il 10% della popolazione mondiale, tuttavia si è poi scoperto che il 90% di queste infezioni erano causate da una specie differente non patogena ma morfologicamente indistinguibile: Entamoeba dispar. Le principali sindromi dovute a questo agente vengono chiamate genericamente amebiasi.

## Distribuzione geografica
Aree tropicali di tutti i continenti.

## Ciclo biologico e patogenesi

Ciclo di vita dell'Entamoeba histolytica.

L'infezione si contrae per via diretta (contagio inter-umano) o indiretta (acque o cibi contaminati). Lo stadio infettivo è comunque sempre dovuto alla cisti protozoica. A livello dell'ileo distale inizia l'excistamento, i trofozoiti si moltiplicano e invadono le mucose provocando ulcerazioni, emorragie e disturbi funzionali. Possono giungere nel torrente circolatorio e da qui arrivare a livello epatico e polmonare.
I trofozoiti sono una forma estremamente mobile grazie agli pseudopodi di cui sono forniti. Sono in grado di accrescersi e di moltiplicarsi e si nutrono dei tessuti con i quali vengono in contatto. Nei tessuti umani si trova sempre e solo il trofozoite.
Solo nell'intestino, e soprattutto nell'ultimo tratto del colon, il trofozoite si libera di tutte le sostanze ingerite, passando ad uno stadio precistico e successivamente cistico. In questa fase il protozoo si circonda di una membrana sottile. Il nucleo si suddivide in due e quindi ulteriormente in due, arrivando ad avere quattro nuclei. Questa cisti rappresenta lo stadio con cui il protozoo penetra in altri organismi attraverso l'ingestione di alimenti contaminati.
Ingerite ed arrivate all'intestino, le cisti si rompono ed emettono il protoplasma (stadio di metacisti). Il protoplasma si suddivide in quattro porzioni, una per ogni nucleo, dando origine ai trofozoiti metacistici.
Attraverso l'azione dei loro enzimi, scavano piccole cavità nello spessore della mucosa intestinale, dove si localizzano.

## Amebiasi

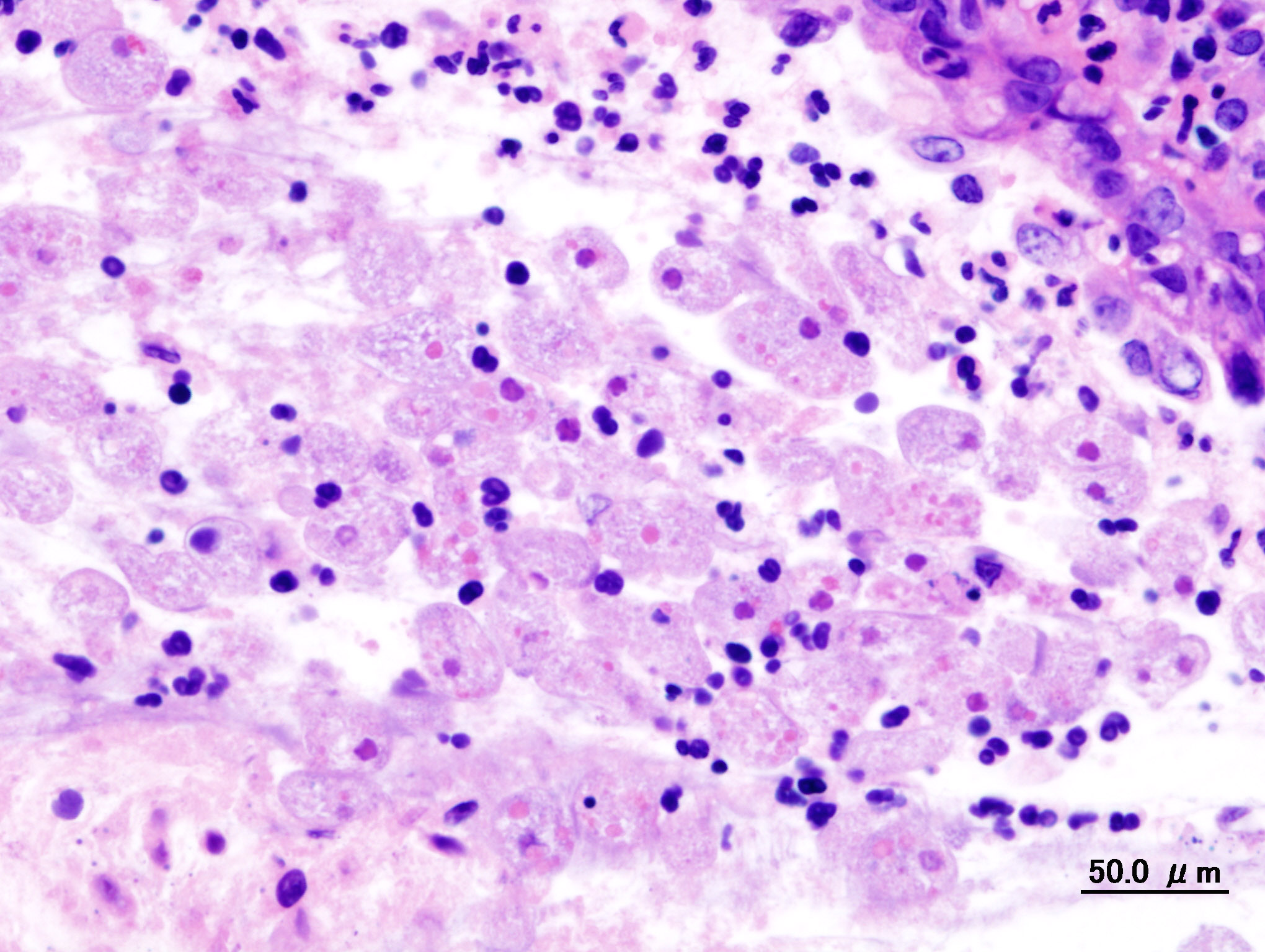
Istopatologia di dissenteria amebica, da biopsia endoscopica del colon.

Le infezioni da Entamoeba histolytica possono comportare lo sviluppo di sindromi conosciute con il nome generico di amebiasi. I sintomi più frequenti di tale condizione sono rettocolite o dissenteria amebica, amebiasi epatica (epatite colliquativa amebica) o intestinale cronica.